# Бендик, Джо
Джозеф Т. Бендик (англ. Joseph T. Bendik; род. 25 апреля 1989, Хантингтон, Нью-Йорк, США) — американский футболист, вратарь клуба «Ванкувер Уайткэпс».

## Клубная карьера
Обучаясь в Клемсонском университете, Бендик играл в университетской футбольной команде «Клемсон Тайгерс». Также он выступал за молодёжный состав клуба «Атланта Силвербэкс».
После окончания учёбы Джо уехал в норвежский «Согндал». 17 октября в матче против «Лёв-Хама» он дебютировал в первой лиге Норвегии. По итогам сезона Бендик помог команде выйти в элиту. 20 марта 2011 году в поединке против «Стрёмсгодсета» он дебютировал в Типпелиге.
В начале 2012 года Джо вернулся в США, подписав контракт с «Портленд Тимберс». 28 апреля в матче против канадского «Монреаль Импакт» он дебютировал в MLS, заменив травмированного Троя Перкинса.
12 декабря 2012 года Бендик с драфт-пиком и распределительными средствами был обменян в канадский «Торонто» на Райана Джонсона и Милоша Коцича. В своём новом клубе Бендик сперва рассматривался в качестве резервного вратаря, но после травмы основного голкипера Штефана Фрая в предсезоне занял его место. За «Торонто» он дебютировал 3 марта в матче стартового тура сезона 2013 против «Ванкувер Уайткэпс». По окончании сезона 2015 «Торонто» не продлил контракт с Бендиком.
21 декабря 2015 года «Орландо Сити» выменял права на Бендика у «Торонто» на драфт-пик. 6 марта 2016 года в поединке против «Реал Солт-Лейк» он дебютировал за новую команду. По окончании сезона 2018 «Орландо Сити» не стал продлевать контракт с Бендиком.
27 декабря 2018 года «Коламбус Крю» купил права на Бендика у «Орландо Сити» за $50 тыс. целевых распределительных средств. За «Коламбус Крю» он дебютировал 23 марта 2019 года в матче против «Филадельфии Юнион».
19 июля 2019 года Бендик был обменян в «Филадельфию Юнион» на драфт-пик. За «Юнион» он дебютировал 28 октября 2020 года в матче против «Чикаго Файр», в котором вышел на замену на 90-й минуте вместо, получившего травму, основного голкипера Андре Блейка. По окончании сезона 2020 контракт Бендика с «Филадельфией Юнион» истёк, после чего стороны начали переговоры о новом контракте, и 5 марта 2021 года клуб подписал с игроком новый однолетний договор. По окончании сезона 2022 Бендик, оставшийся без контракта, начал переговоры с «Филадельфией Юнион» о своём возвращении, и 19 декабря 2022 года он подписал с клубом новый однолетний контракт на сезон 2023. По окончании сезона 2023 контракт Бендика с «Филадельфией Юнион» истёк.
17 февраля 2024 года Бендик подписал контракт с «Ванкувер Уайткэпс» до конца сезона 2024 с опцией продления на сезон 2025.

## Международная карьера
Бендик был включён в предварительную заявку сборной США на Золотой кубок КОНКАКАФ 2017, но в финальный состав не попал.

## Достижения
Командные
 «Согндал»
- Чемпион Первого дивизиона Норвегии: 2010

 «Филадельфия Юнион»
- Победитель регулярного чемпионата MLS: 2020